# Eclissi solare del 23 settembre 2033
L'eclissi solare del 23 settembre 2033 è un evento astronomico che avrà luogo il suddetto giorno attorno alle ore 13:54 UTC.